# Krystyna Kuperberg
Krystyna Maria Kuperberg, née Trybulec le 17 juillet 1944 à Tarnów, est une mathématicienne américaine d'origine polonaise.

## Biographie
Ses parents, Jan W. et Barbara H. Trybulec, étaient pharmaciens-propriétaires à Tarnów. Son frère aîné Andrzej Trybulec, son mari Włodzimierz Kuperberg (en) et leur fils Greg Kuperberg (en) sont aussi des mathématiciens, tandis que leur fille Anna Kuperberg est photographe.
La famille déménagea de Tarnów à Gdańsk quand Krystyna avait quinze ans. En 1962, elle commença des études de philosophie à l'université de Varsovie, mais se réorienta par la suite vers les mathématiques. Les premiers cours de mathématiques auxquels elle assista furent ceux d'Andrzej Mostowski ; elle écouta plus tard ceux de Karol Borsuk en topologie et fut fascinée par ce domaine.

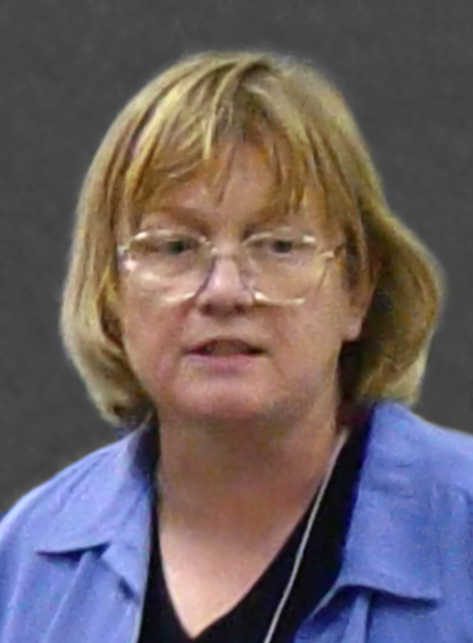
Krystyna Kuperberg au congrès de topologie de 2004 à Birmingham (Alabama)

Krystyna Kuperberg passa en 1966 une maîtrise en topologie, sous la direction de Borsuk. Les années qui suivirent, elle continua de travailler principalement en topologie, mais aussi en géométrie euclidienne et, plus tard, en géométrie discrète.
En 1969, Krystyna et sa famille émigrèrent de Pologne en Suède puis, en 1972, à Houston, au Texas.
Là, Krystyna passa un Ph.D. en 1974 à l'université Rice.
La même année, elle et son mari obtinrent un poste à l'université d’Auburn, où elle devint professeur titulaire en 1984.
Elle a été professeur invitée à l'université d'État de l'Oklahoma (1982-83), au Courant Institute (1987), au MSRI (1994-95) et à l'université d'Orsay (été 1995).
En 1987, elle a résolu un problème soulevé en 1930 par David van Dantzig, à la suite d'une question de Bronisław Knaster (cf. Kuperberg 1988 et Kuperberg 1990).
Dans les années 1980, elle a commencé à s'intéresser aux points fixes et aux aspects topologiques des systèmes dynamiques.
En 1993, elle a construit un contre-exemple lisse à la conjecture de Seifert.
Elle a poursuivi avec son fils ses travaux sur les systèmes dynamiques.
Depuis 1993, elle a donné plus de 50 conférences sur ce sujet, dont des « conférences plénières extraordinaires » de l'AMS en 1995 et de la MAA en 1996, un exposé comme oratrice invitée au Congrès international des mathématiciens de 1998 à Berlin (Kuperberg 1998) et une conférence Noether (Kuperberg 1999).
Kuperberg a reçu en 1995 le prix Alfred Jurzykowski (de) de la fondation Kosciuszko et en 1996, un Research Excellence Award de l'université d'Auburn. Elle est en outre active au sein de l'AMS.
Son nombre d'Erdős est 2 .

## Sélection de publications
- (en) « A homogeneous nonbihomogeneous continuum (research announcement) », Top. Proc., vol. 13, no 2,‎ 1988, p. 399-401 (lire en ligne)
- (en) « On the bihomogeneity problem of Knaster », Trans. Amer. Math. Soc., vol. 321,‎ 1990, p. 129-143 (lire en ligne)
- (en) « A smooth counterexample to the Seifert conjecture », Ann. Math., 2e série, vol. 140, no 3,‎ 1994, p. 723-732
- (en) (avec G. Kuperberg), « Generalized counterexamples to the Seifert conjecture », Ann. Math., 2e série, vol. 143, no 3,‎ 1996, p. 547-576 arXiv:math/9802040
- (en) « Counterexamples to the Seifert conjecture », dans ICM 1998, Abstracts of Plenary and Invited Lectures (lire en ligne)
- (en) « Aperiodic dynamical systems », Notices Amer. Math. Soc., vol. 46, no 9,‎ octobre 1999, p. 1035-1040 (lire en ligne)